# 工藤紀夫
工藤紀夫（1940年8月2日—），日本青森縣弘前市人，日本棋院围棋职业棋手，前田陳爾弟子。1955年入段，1976年九段。1977年获王座战冠军，1997年以57岁的高龄夺得天元战冠军。
1998年第3届LG盃上胜郭鹃和崔明勋进入八强，第3届三星杯上胜金俊永，第12届富士通杯上胜徐奉洙。